# Stiftung für das sorbische Volk

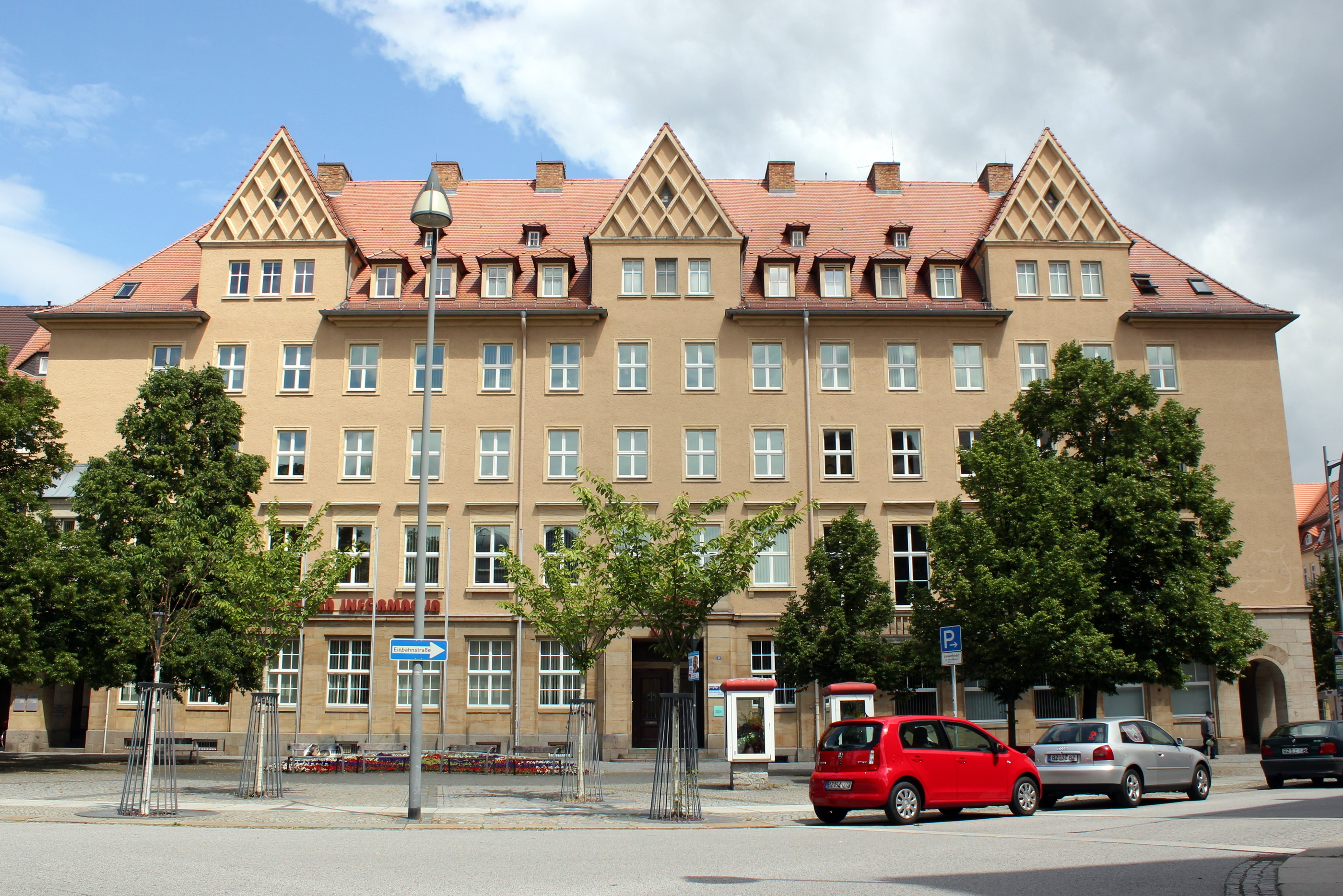
Das Haus der Sorben (Serbski dom) in Bautzen ist Sitz der Stiftung.

Die Stiftung für das sorbische Volk (sorbisch Załožba za serbski ludⓘ) unterstützt als gemeinsames Instrument des Bundes und der beiden Länder Brandenburg und Sachsen die Bewahrung und Entwicklung, Förderung und Verbreitung der sorbischen Sprache, Kultur und Traditionen als Ausdruck der Identität des sorbischen Volkes.

## Struktur und Geschichte
Die Stiftung hat ihren Sitz im Haus der Sorben in Bautzen und unterhält eine Außenstelle in Cottbus. Als Stiftung stellt sie die finanzielle Basis der sorbischen Institutionenlandschaft dar. Sie wurde am 19. Oktober 1991 in der evangelischen Kirche von Lohsa gegründet.
Der Bund und die Länder Sachsen und Brandenburg fördern die Stiftung auf der Grundlage eines jeweils fünfjährigen Finanzierungsabkommens. Die Gesamtförderung beträgt ab 2021 etwa 23,9 Millionen € im Jahr. Zu den geförderten Institutionen gehören unter anderem das Sorbische National-Ensemble, die Domowina mit dem Witaj-Sprachzentrum, der Domowina-Verlag, das Sorbische Institut, das Deutsch-Sorbische Volkstheater, das Wendische Museum Cottbus und das Sorbische Museum Bautzen sowie die Schule für Niedersorbische Sprache und Kultur.
Stiftungsdirektor war von 1992 bis 2015 Marko Suchy; vom 21. Dezember 2015 an führte Michaela Moosche die Geschäfte der Stiftung. Am 12. April 2016 wurde Jan Budar zum neuen Stiftungsdirektor gewählt. Er trat sein Amt am 1. Oktober 2016 an.

## Stiftungsrat
Das bestimmende Gremium der Stiftung ist der Stiftungsrat, der aus 15 Mitgliedern besteht, darunter sechs sorbische Vertreter (vier aus Sachsen und zwei aus Brandenburg). Seit dem 23. Mai 2023 ist Marko Kowar als Nachfolger von Susann Schenk Vorsitzender des Stiftungsrates.

### Vertreter des sorbischen Volkes
Sachsen
- Marko Kowar, ehemaliger Geschäftsführer der Domowina
- Marlis Müller (Marlis Młynkowa), Sorbischer Schulverein
- Susanne Hose (Susanne Hozyna), Sorbisches Institut
- Daniel Nuck (Daniel Nuk)

Brandenburg
- Diana-Susanne Schuster (Diana-Susanne Šejcowa)
- Angela Schurmann (Angela Šurmanowa)

### Vertreter des Freistaates Sachsen
- Franziska Brech, Leiterin des Geschäftsbereiches Kultur und Tourismus im Sächsischen Staatsministerium für Wissenschaft, Kultur und Tourismus
- Kay-Uwe Voß, Abteilungsleiter im Sächsischen Staatsministerium der Finanzen

### Vertreter des Landes Brandenburg
- Tobias Dünow, Staatssekretär im Ministerium für Wissenschaft, Forschung und Kultur
- Reiner Walleser, Leiter der Zentralabteilung im Ministerium für Wissenschaft, Forschung und Kultur

### Vertreter des Bundes
- Hans-Leo Dirks, Referatsleiter im Bundesministerium des Innern
- Jan Ehlers, Bundesministerium des Innern

### Vertreter des Sächsischen Landkreistages und des Sächsischen Städte- und Gemeindetages
- Karsten Vogt, Oberbürgermeister der Stadt Bautzen
- Udo Witschas, Landrat des Landkreises Bautzen

### Vertreter des Landkreistages und des Städte- und Gemeindebundes Brandenburg
- Helmut Wenzel, Oberbürgermeister der Stadt Lübbenau/Spreewald

## Parlamentarischer Beirat
Der Parlamentarische Beirat der Stiftung setzt sich aus Vertretern des Deutschen Bundestages sowie der Landtage Brandenburgs und des Freistaates Sachsen zusammen.

### Mitglieder des amtierenden Beirats
- Sylvia Lehmann (SPD), MdB
- Klaus-Peter Schulze (CDU), MdB
- Isabell Hiekel (Grüne), MdL in Brandenburg
- Roswitha Schier (CDU), MdL in Brandenburg
- Aloysius Mikwauschk (CDU), MdL in Sachsen
- Marko Schiemann (CDU), MdL in Sachsen, seit 1994 Vorsitzender des Parlamentarischen Beirats

### Bekannte frühere Mitglieder
- Gerd-Rüdiger Hoffmann, MdL in Brandenburg
- Steffen Reiche, MdB, MdL in Brandenburg
- Uta-Brigitte Müller, MdL in Brandenburg

## Ćišinski-Preis
Die Stiftung vergibt in der Regel alle zwei Jahre den nach dem sorbischen Dichter Jakub Bart-Ćišinski benannten Ćišinski-Preis als Haupt- und Förderpreis. Er wird für herausragende Leistungen auf dem Gebiet der sorbischen Kultur, Kunst und Wissenschaft bzw. für vielversprechende Anfänge in diesen Bereichen verliehen. Der Hauptpreis ist mit 12.000 €, der Förderpreis mit 4.000 € dotiert.